# Tout Puissant Elect-Sport FC
El Tout Puissant Elect-Sport FC és un club de futbol de la ciutat de N'Djamena, Txad.
Els seus colors són el groc i el negre.

## Palmarès
- Lliga txadiana de futbol: [6]

1988, 1990, 1992, 2008, 2018, 2019, 2022
- Copa de la Lliga de N'Djaména de futbol: [7]

2012, 2014